# حارة مؤسسة الحبوب (صنعاء)

تعديل مصدري - تعديل

حارة مؤسسة الحبوب هي إحدى حارات حي الوحدة بمديرية الوحدة إحد مديريات العاصمة اليمنية صنعاء، بلغ تعداد سكانها 798 نسمة حسب تعداد اليمن لعام 2004.